# Chợ Hàng
Chợ Hàng là chợ phiên duy nhất hiện nay còn họp tại thành phố Hải Phòng và vẫn còn mang dáng dấp một phiên chợ quê trong lòng thành phố. Với người Hải Phòng, chợ Hàng không chỉ là nơi buôn bán, nó còn là địa điểm sinh hoạt văn hóa cộng đồng. Ngoài việc buôn bán và trao đổi hàng hóa, rất đông người thường xuyên đến chợ để chơi, để ngắm những cây, con giống và trải nghiệm những nét văn hóa. Chợ cũng thu hút rất nhiều người từ các tỉnh thành lân cận như: Nam Định, Thái Bình, Hải Dương,... Ngày nay, chợ họp chính thức vào thứ 7 và chủ nhật. Chợ vẫn đông nhất vào buổi sáng chủ nhật. Vào những ngày thường, trong chợ Hàng không mở cửa nhưng những cửa hàng dọc bờ mương, đường Hoàng Minh Thảo, đường chợ Hàng, đường Nguyễn Văn Linh vẫn bày bình thường.

## Địa lý
Chợ Hàng họp tại phường Dư Hàng Kênh, quận Lê Chân.

## Lịch sử
Chợ có từ thời Pháp thuộc, vào những năm 1915, khi đó chợ họp vào các ngày 5, 10, 15 âm lịch hàng tháng.
Ngày nay chợ họp từ sáng sớm tới giữa trưa vào ngày Chủ nhật hàng tuần và những ngày giáp tết. Vị trí cũ của chợ (nay là đường Chợ Hàng) do không đáp ứng được hoạt động ngày càng mở rộng của chợ nên chợ đã được di chuyển về vị trí mới. Chợ Hàng mới nằm giữa đoạn đường nối giữa đường Miếu Hai Xã với đường Chợ Hàng, tiếp giáp với đường Nguyễn Văn Linh (quốc lộ 5). Chợ mới vẫn giữ nguyên các đặc điểm của chợ cũ nên hoạt động vô cùng đông đúc, thời gian họp chợ cũng kéo dài hơn, các dãy hàng ven các con đường xung quanh chợ cũng kéo dài cách chợ đến cả nửa cây số.

## Hàng hóa
Chợ chuyên bán các loại cây giống (cây cảnh, rau giống), con giống (chó, mèo, thỏ, chuột cảnh và chim...) và các loại dụng cụ và phân bón phục vụ cho việc trồng và chăm sóc cây và các vật nuôi. Chợ vừa là nơi buôn bán của các tiểu thương chuyên nghiệp, vừa là nơi những người chơi vật nuôi hoặc nông dân mang chim, cá cảnh và sản vật của mình đến bán hoặc trao đổi. Đối với nhiều người, đi chợ Hàng trước hết là thú đi chơi, sau mới là đi mua bán.
Ngày nay, Chợ Hàng như một chợ bán những đồ cũ hay những đồ rẻ tiền mà dân vẫn hay dùng đến. Cứ chủ nhật hàng tuần du khách thập phương hay người dân trong vùng thường rủ nhau đi Chợ Hàng đôi khi chỉ để ngắm những vật nuôi, cây cảnh hoặc để chọn mua một thứ hàng cần thiết trong gia đình.
Khi đến Chợ Hàng người ta thường dễ chọn mua cho mình một món đồ vì giá cả phải chăng và vì Chợ Hàng có đủ các loại mặt hàng mà các chợ khác có thể không có: từ nồi niêu, bát đĩa hay quần áo, cuốc xẻng, cây con giống... thậm chí cả các loại thuốc lá, thuốc lào hay những món đồ thân thuộc của làng quê Việt mà ngày nay khó kiếm như bồ kết....